# Anna Malewska-Szałygin
Anna Malewska-Szałygin (ur. 7 września 1961) – polska etnolożka, wykładowczyni Uniwersytetu Warszawskiego. 

## Życiorys
Anna Malewska-Szałygin w 1986 na podstawie pracy Historia w świadomości mieszkańców Narola uzyskała tytuł magistra w Instytucie Etnologii i Antropologii Kulturowej UW. W 1999 doktoryzowała się, przedstawiając rozprawę Wiedza potoczna o sprawach publicznych. Promotorką obu prac była Anna Zadrożyńska. W 2009 obroniła habilitację w dziedzinie nauk humanistycznych w dyscyplinie etnologia Wyobrażenia o państwie i władzy we wsiach nowotarskich 1999–2005.
Zawodowo związana z macierzystym Instytutem: jako asystentka (1987–1999), adiunktka (1999–2011) i profesor nadzywczajna (2011–2018) i profesor UW (od 2018). Pełniła bądź pełni szereg funkcji, m.in. zastępczyni dyrektora ds. studenckich (1999–2005, 2008–2012), dyrektorka (2012–2016), Przewodnicząca Rady Naukowej (2016-2020), Przewodnicząca Rady Dydaktycznej (od 2020). Członkini m.in. Komitetu Nauk Etnologicznych Polskiej Akademii Nauk, International Union of Anthropological and Ethnological Sciences.
Jej zainteresowania obejmują: antropologię polityczną; lokalną wiedzę potoczną; etnopolitologię (tj. lokalne wyobrażenia o władzy, państwie, demokracji i polityce); wpływ mediów na lokalną wiedzę o polityce. Obszar badań: Roztocze, Mazury i Podhale.

## Publikacje książkowe
- Wyobrażenia o państwie i władzy we wsiach nowotarskich 1999–2005, Warszawa: DiG 2008, ISBN 978-83-7181-534-8.
- Wiedza potoczna o sprawach publicznych. Studium percepcji władzy lokalnej we wsiach mazurskich, Warszawa: DiG 2002, ISBN 83-7181-252-3.
- Social Imaginaries of the State and Central Authority in Polish Highland Villages, 1999–2005, tłum. A. Korzeniowska, S. Sikora, Newcastel upon Tyne UK: Cambridge Scholars Publishing 2017, ISBN 1-5275-0026-8.